# Deja Vu (Mike-Singer-Lied)
Deja Vu ist ein Lied des deutschen Popsängers Mike Singer aus dem Jahr 2017.

## Entstehung und Veröffentlichung
Geschrieben wurde das Lied vom Interpreten selbst, zusammen mit den Koautoren Marc Adomako, Jan Bednorz (Phil the Beat) und Jan Platt. Dabei waren Adomako, Phil the Beat und Singer für die Komposition verantwortlich, während Phil the Beat und Singer ebenfalls mit Platt für den Text zuständig waren.
Die Erstveröffentlichung von Deja Vu erfolgte als Single am 29. September 2017 bei Warner Music. Diese erschien als digitaler Einzeltrack zum Download und Streaming. Am 19. Januar 2018 erschien das Lied als Teil von Singers dritten gleichnamigen Studioalbums (Katalognummer: 5054197-8957-2-2), dessen erste Singleauskopplung es ist.

## Inhalt
Der Liedtext handelt von einem männlichen lyrischen Ich, dass die Liebesbeziehung mit seinem Gegenüber als Déjà-vu empfindet.

„Déjà-vu.

Alles schon ma' gehört, alles schon ma' geseh'n.

Wie ein Dé-Déjà-vu.

Wie du Lügen verbreitest, Geschichten erzählst.

Wie ein Dé-Déjà-vu.“

## Musikvideo
Das Musikvideo zu Deja Vu entstand unter der Regie von Sander Houtkruijer und zählte bis August 2025 über 40,9 Millionen Aufrufe auf der Videoplattform YouTube.

## Chartplatzierungen
| ChartsChartplatzierungen | Höchstplatzierung | Wochen |
| ------------------------ | ----------------- | ------ |
| Deutschland (GfK)        | 65 (10 Wo.)       | 10     |
| Österreich (Ö3)          | 56 (1 Wo.)        | 1      |